# Gleichstellung der Geschlechter

Länder nach Index der geschlechtsspezifischen Ungleichheit (Gender Inequality Index) (Daten von 2019, veröffentlicht 2020). Rot kennzeichnet weniger Gleichstellung, grün mehr Gleichstellung.

Gleichstellung der Geschlechter (englisch gender equality) ist der auf Menschen bezogene Prozess tatsächlicher Gleichstellung von Geschlechtern oder Geschlechtsidentitäten in rechtlicher Hinsicht und im Hinblick auf ihr persönliches und berufliches Entfaltungspotential in einer Gesellschaft (Chancengleichheit). Gleichstellung als Ausdruck sozialer Gerechtigkeit führt zu einer gleichen Teilhabe an persönlichen Entwicklungsmöglichkeiten. Damit schafft Gleichstellung der Geschlechter auch die Freiheit und den gesellschaftlichen Raum, individuelle Lebensentwürfe zu realisieren.
Statt der älteren Bezeichnung Gleichstellung von Frau und Mann wird in jüngerer Zeit der neutralere Ausdruck Gleichstellung der Geschlechter bevorzugt. Damit soll auf den Anspruch auf Gleichheit von Männern, Frauen und diversgeschlechtlichen Menschen verwiesen werden.

## Begriffsbestimmung
- Der Begriff der Gleichstellung geht über den die Gleichbehandlung i. S. v. UN-Ausschuss für die Beseitigung der Diskriminierung der Frau hinaus. Gleichbehandlung meint die Vermeidung von direkter oder indirekter Diskriminierung von Menschen in allen Lebensbereichen. Er impliziert, Gleichbehandlung reiche nicht aus, um Chancengleichheit für alle herzustellen; zudem müsse die Gleichheit aktiv gefördert werden.
- Der Begriff Gleichberechtigung hat die juristische Gleichbehandlung von Menschen zum Ziel. Auch hier greift der Terminus zu kurz, da die juristische Gleichbehandlung wiederum nicht automatisch zu einer faktischen Gleichbehandlung also Gleichstellung der Geschlechter führe.
- Für den allgemeinen Begriff der Gleichstellung siehe die Begriffserklärung unter Gleichstellung, die auch auf die Formen von Gleichstellungsbemühungen im Zusammenhang mit anderen benachteiligten Bevölkerungsgruppen hinweist.

 Geschlechtergerechtigkeit bedeutet laut Irene Pimminger die „Freiheit zu unterschiedlichen und nicht nach Geschlecht vorgezeichneten Seins- und Lebensweisen auf der Basis von Gleichheit in der Verteilung von Ressourcen, Einflussmöglichkeiten und Wertschätzung“.

## Voraussetzungen für Gleichstellungspolitik

### Gleichstellung von Mann und Frau
Gleichstellungspolitik legitimiert sich
- durch die Bekenntnisse der Völkergemeinschaft zur prinzipiellen Gleichberechtigung[3][4] von Mann und Frau
- durch eine tatsächliche Ungleichheit der Geschlechter
- durch die Annahme, dass gewisse Ungleichheiten nicht biologisch und somit modifizierbar sind
- durch die Annahme, dass die freie Entscheidung Benachteiligter selbst unter Bedingungen der juristischen Gleichberechtigung nicht gewährleistet ist (also dass die faktische Gleichstellung[4] noch nicht erreicht ist).

Insbesondere die Geschlechtersegregation am Arbeitsmarkt bildet eine Basis, auf der Ungleichheiten entstehen und fortbestehen können.

### Ungleiche Situation von Mann und Frau
Gleichstellungspolitik geht davon aus, dass die Situation von Frauen und Männern in der Gesellschaft ungleich ist. So heißt es zum Beispiel im Chancengleichheitsgesetz des Landes Baden-Württemberg:

„Ziel des Gesetzes ist die berufliche Förderung von Frauen unter Wahrung des Vorrangs von Eignung, Befähigung und fachlicher Leistung (Artikel 33 Abs. 2 GG), insbesondere die Verbesserung der Zugangs- und Aufstiegschancen für Frauen, eine deutliche Erhöhung des Anteils der Frauen in Bereichen, in denen sie geringer repräsentiert sind als Männer sowie die Beseitigung bestehender Benachteiligungen […].“

Die ungleiche Situation von Mann und Frau in vielen beruflichen Zweigen ist nicht immer die Folge direkter Diskriminierung. Die unterschiedliche Bildungs- und Berufswahl von Frauen und Männern wird nach Erkenntnissen der OECD maßgeblich durch geschlechtsspezifische Stereotypen beeinflusst. Die unterschiedlichen Frauenanteile in den Studienfächern sind außerdem Ausdruck unterschiedlicher Interessen. Nach Angaben des Statistischen Bundesamtes fanden sich im Wintersemester 2011/12 12.690 männliche Studienanfänger im Studium Elektrotechnik, während sich 1.357 Frauen eingeschrieben hatten. Umgekehrt schrieben sich 10.825 Frauen und dagegen 3.009 Männer in das Fach Germanistik ein.
Institutionalisierte Maßnahmen, die eine gezielte Gewährung bestimmter Vorteile an benachteiligte Gruppen beinhalten und auf diese Weise auf eine Gleichstellung abzielen, werden als Affirmative Action oder „positive Diskriminierung“ bezeichnet.

#### Benachteiligungen von Frauen
Die Ungleichheit bezüglich beruflicher Förderung, Aufstiegsbedingungen und Beteiligungsquoten in der Schweiz wird zum Beispiel in einem Dokument des Gleichstellungsbüros der Stadt Basel wie folgt quantifiziert (komprimierte Darstellung):
| Kriterium                             | Studie        | Frauen | Männer | beide | andere |
| ------------------------------------- | ------------- | ------ | ------ | ----- | ------ |
| Matura oder noch höhere Bildung       | Basel, 2000   | 36,4 % | 40,8 % | –     | –      |
| Eintritt Universität                  | Schweiz, 2001 | 49,8 % | 50,2 % | –     | –      |
| Eintritt Fachhochschule               | Schweiz, 2001 | 43,1 % | 56,9 % | –     | –      |
| Erwerbsquote                          | Basel, 2000   | 71,1 % | 82,6 % | –     | –      |
| Vollzeittätigkeit                     | Basel, 2001   | 49 %   | 87 %   | –     | –      |
| Arbeitnehmende in Unternehmensleitung | Basel, 2000   | 19,6 % | 80,4 % | –     | –      |
| Lohndifferenz Privatwirtschaft        | Schweiz, 2000 | −21 %  | –      | –     | –      |
| Haushalthauptverantwortung            | Schweiz, 2000 | 87 %   | 2 %    | 10 %  | 1 %    |
| Stadtparlament                        | Basel 2004    | 32,3 % | 67,7 % | –     | –      |

In Deutschland bestand im Jahr 2014 ein Unterschied im Bruttostundenverdienst von durchschnittlich 22 % zwischen Männern und Frauen. Je nach Wirtschaftszweig variiert dieser Unterschied jedoch stark, von 2 % (Abwasser- und Abfallentsorgung) bis zu 33 % (Freiberufliche, wissenschaftliche und technische Dienstleistungen). Der Verdienstunterschied hängt zum größeren Teil, jedoch nicht vollständig, mit Unterschieden bei den ausgeübten Tätigkeiten oder der Qualifikation zusammen. Frauen sind stärker als Männer in den unteren Leistungsgruppen vertreten; werden Männer und Frauen bei formal gleicher Tätigkeit und Qualifikation verglichen, so reduziert sich der beobachtbare Verdienstunterschied auf 7 %.
Eine andere Gruppe häufig angeführter, eher unterschwelliger Benachteiligungen von Frauen zeigt sich in der Sprache und besonders in Grammatik und Lexik. Die meisten Personenbezeichnungen, die Handelnde bezeichnen, sind in ihrer Grundform Maskulina, etwa Wähler, Lehrer, Arzt. Durch Anhängen des Femininsuffixes (meist -in) werden die weiblichen Bezeichnungen gebildet: Lehrerin, Ärztin, Bürgerin (siehe Ableitung femininer Formen von maskulinen Bezeichnungen). Die männliche Bezeichnung wird darüber hinausgehend auch als generisches Maskulinum verwendet, um auf Personen aller Geschlechter oder unbekannten Geschlechts zu referieren. Dabei werden Frauen unter der Maskulinform subsumiert und sollen „mitgemeint“ sein, sodass beispielsweise 99 Studentinnen und 1 Student gemeinsam als 100 „Studenten“ bezeichnet werden. Demgegenüber gibt es kein generisches Femininum. Eine Reihe von Studien zeigen, dass generisch maskuline Personenbezeichnungen nicht geschlechtsneutral verstanden werden, sondern dass bei Personenreferenzen im generischen Maskulinum eine kognitive Überrepräsentation von Männern und ein geringerer gedanklicher Einbezug von Frauen zu beobachten ist als bei alternativen Sprachformen wie der Beidnennung oder dem Binnen-I. Bereits der Sprachwissenschaftler Josef Klein hatte in seiner Untersuchung 1988 konstatiert, dass „die Benachteiligung der Frau durch das generische Maskulinum also keine feministische Schimäre [ist], sondern psycholinguistische Realität“.
Es gibt große Unterschiede in der medialen Repräsentation von Frauen und Männern. So haben Männer in Film und Fernsehen meistens einen höheren Berufsstatus als Frauen. Zum Beispiel werden Frauen in Fernsehserien häufiger als Pflegepersonal (etwa Krankenschwestern), Männer hingegen als Ärzte dargestellt. Auch definieren sich die dargestellten Frauen vorwiegend über ihre private Rolle – die handlungsentscheidende Rollendefinition ist die einer Freundin, Mutter, Tochter oder Ehefrau –, während Männer sich viel stärker über ihren Beruf definieren. Wie eine Studie der Annenberg School for Communication and Journalism an der University of Southern California in Los Angeles zu den jeweils hundert einträglichsten Filmen der Jahre 2007 bis 2017 zeigte, hatten 2,3-mal so viele Männer wie Frauen Sprechrollen. Immer noch, so die Autoren der Studie, seien die Frauenrollen stark sexualisiert. Dies läge an der geringen Zahl von Regisseurinnen: Von den 1223 Menschen, die Regie führten, waren nur 43 Frauen.
Mit Geschlechtsstereotypen in der Werbung beschäftigte sich bereits Erving Goffman in Geschlecht und Werbung (1981). Er stellte fest, dass Werbung ein androzentrisches Weltbild vermittelt und dass Frauen und Männer häufig so positioniert werden, dass Männer mit einem höheren Status assoziiert werden: Sie sitzen erhöht, umgreifen die Frau von oben oder blicken auf sie herab und Männerabbildungen sind relativ größer als Abbildungen von Frauen. Darüber hinaus werden Männer als Wissensträger dargestellt und bei kompetenzfordernden Aufgaben gezeigt. Eine häufige Rollenkonstellation ist ein lesender Mann und eine Frau, die dem Mann dabei zusieht. Untersuchungen, die in den 1980er und 90er Jahren im deutschsprachigen Raum erschienen, fanden negative Frauenklischees und rigide Schönheitsnormen in der Werbung vor sowie die anhaltende Darstellung von Frauen in unterwürfig-passiver Körperhaltung. Eine 2002 erschienene Studie stellte fest, dass die Repräsentation von Frauen in der Werbung von 2002 sich nur wenig gegenüber den 1980ern verändert hatte. Demnach verwendet Produktwerbung sexuelle Anspielungen und zynische Witze auf Kosten von Frauen, stellt Frauen als Sexualobjekte dar und setzt sie mit den Produkten (etwa Autos) gleich und assoziiert sie mit Haushaltsarbeit. Im Bereich der Hörfunkwerbung kam Helga Kotthoff zu dem Ergebnis, dass etwa in geschlechtsübergreifenden Dialogen Frauen oft als die Fragenden und Männer als die Antwortenden auftreten und dass technische oder teure Produkte von männlichen, Haushalts- oder alltägliche Gebrauchsgegenstände hingegen von weiblichen Stimmen beworben werden. Kotthoff kommt zu dem Schluss: „Über Dialogrollen, Stimmen und Intonationen wird dem Mann Autorität, Kompetenz und Sachlichkeit zugeordnet und der Frau Emotionalität, Hilflosigkeit und Instabilität.“ 2007 verabschiedete eine Versammlung des Europarats eine Resolution unter dem Titel „Image of Women in Advertising“ (dt. „Bild von Frauen in der Werbung“), die den Europarat-Mitgliedsstaaten empfahl, die ethischen Standards und Selbstregulations-Mechanismen der Werbeindustrie zu stärken, um Darstellungen, die als Anstiftung zu direkter Diskriminierung von Frauen angesehen werden können, zu reduzieren.
Gerade im Kontext des Feminismus und der Frauenbewegung stellt die Gleichstellung der Frau ein zentrales und in seiner Umsetzung kontrovers diskutiertes Thema dar. Besonders Fragen nach den konkreten Zielen und Mitteln auch im Kontext von gesellschaftlichen und wirtschaftlichen Krisen sind dabei von Bedeutung.
In weiten Teilen der islamischen Welt herrscht oft eine allgemeine Benachteiligung der Frau, sowohl auf kultureller, wirtschaftlicher, rechtlicher und/oder politischer Ebene. So durften in Saudi-Arabien Frauen bis Juni 2018 nicht Auto fahren und im Iran gilt die Zeugenaussage einer Frau nur halb so viel wie die eines Mannes.

#### Benachteiligungen von Männern
In den USA waren Männer 2008 von 93 % der tödlichen Arbeitsunfälle betroffen, obwohl sie nur 57 % der bezahlten Arbeitsstunden leisteten. In Kanada hatten Männer zwischen 1993 und 2005 einen Anteil von 95 % an tödlichen Arbeitsunfällen.
Die Hilfen für Opfer häuslicher Gewalt und Vergewaltigungen konzentrieren sich hauptsächlich auf Frauen, Therapieangebote für Täter auf Männer, obwohl beide Geschlechter gleichermaßen zu den genannten Taten fähig sind.
Obwohl Männer bei psychischen Problemen auf andere Weise reagieren als Frauen, sind psychiatrische Kliniken und Therapieangebote häufig nicht auf die speziellen Bedürfnisse von Männern eingestellt. Psychologische Studien beschäftigen sich überproportional häufig mit psychischen Problemen von Frauen. Laut der Medizinhistorikerin Ali Haggett werden die psychischen Probleme von Männern – teilweise aus politischen und gesellschaftlichen Gründen – in der Forschung häufig übersehen. Unter anderem spiele fehlende Empathie eine Rolle; Männern werde bei emotionalen Problemen weniger Empathie entgegengebracht, wofür es in den Humanwissenschaften den Ausdruck Gender Empathy Gap gibt.
In OECD-Ländern erreichen Frauen im Jahr 2019 häufiger universitäre Abschlüsse als Männer. In Großbritannien begannen junge Männer bereits in den 1980er-Jahren, bei der Bildung zurückzufallen. Dies führt dazu, dass junge Frauen einer Untersuchung von 2015 zufolge bereits durchschnittlich mehr als junge Männer verdienen. Im späteren Berufsleben kehren sich diese Unterschiede allerdings wieder um und in akademischen Spitzenpositionen verdienen Männer mehr als Frauen. Eine Expertise des deutschen Bundesbildungsministeriums aus dem Jahr 2008 legte den Fokus zudem auf Jungen mit Migrationshintergrund. Diese zeigen durch häufigeres Sitzenbleiben in der Schule, geringere Abschlüsse sowie niedrigere Kompetenzen ungünstigere Bildungsverläufe als andere Jungen. Michael Meuser stellte 2012 fest, dass Jungen in PISA-Studien durchschnittlich schlechter abschneiden, wies jedoch auch auf eine hohe Streuung hin, sodass er keine generelle Bildungsbenachteiligung sieht. Gleichwohl gingen „junge Frauen heute im Schnitt mit besseren Bildungsabschlüssen in die Berufswelt […] als junge Männer. Bislang habe sich dieses Bildungskapital allerdings nicht in entsprechende Vorteile bei Berufskarrieren umsetzen lassen.“ Und er zieht das Fazit: „Unterschiedliche Teilhabechancen in verschiedenen gesellschaftlichen Bereichen […] sind, wie die Entwicklungen im Bildungssystem zeigen, nicht mehr durchgängig zu Lasten der Frauen verteilt.“ Mary Curnock Cook, ehemalige Geschäftsführerin der Universities & Colleges Admissions Service, stellte 2018 fest, dass Mädchen mittlerweile Jungen in allen Bereichen der Bildung übertreffen und die Abstände in den letzten Jahren signifikant zunahmen, vor allem seien Jungen aus der Arbeiterklasse in der höheren Bildung stark unterrepräsentiert. Dies sei ein „nationaler Skandal“. Feministen haben laut Cook jedoch dafür gesorgt, dieses Thema zu tabuisieren und Versuche der Gleichstellung zu untergraben.
Eine Wehrpflicht nur für Männer stellt eine Diskriminierung wegen des Geschlechts dar. Oftmals wird diese damit begründet, dass der Wehrdienst für Männer analog zu den Mutterpflichten der Frauen sei oder dass Frauen in anderen gesellschaftlichen Bereichen noch benachteiligt seien. Die Soziologin Uta Klein hält dies jedoch für keine ausreichende Begründung für die Wehrpflicht für Männer. In einer Klage aus Deutschland, die zunächst von nationalen Gerichten und 2003 schließlich auch vom EuGH abgewiesen wurde, klagte ein zur Wehrpflicht einbezogener Mann gegen seine Einbeziehung und argumentierte mit einer Diskriminierung gegenüber Männern, insbesondere mit einer verzögerten beruflichen Laufbahn. Der EuGH hielt es für eine Sache der Mitgliedstaaten, über die Wehrpflicht zu entscheiden, und sah auch keine Verletzung des Gleichbehandlungsgrundsatzes aus der Richtlinie 76/207/EWG, Artikel 2.
Männer haben in den meisten Ländern eine geringere Lebenserwartung als Frauen. Werden Männer und Frauen in der Rente gleich behandelt (z. B. durch Unisex-Tarife), führt dies zu einer de-facto Benachteiligung von Männern, da diese für ihre eingezahlten Beiträge weniger Lebensjahre lang ausbezahlt werden, das heißt die Rendite auf die einbezahlten Beiträge ist geringer. In der gesetzlichen Rentenversicherung in Deutschland, die keine Unterscheidung nach Geschlecht vornimmt, erhalten Frauen bis zu 50 % mehr Rendite. Auch andere Sozialversicherungen, wie die Hinterbliebenenrente, führen aus dem gleichen Grund zu einer de-facto Benachteiligung von Männern. Allerdings erhalten Frauen durch anderweitige Benachteiligungen in der Arbeitswelt absolut gesehen deutlich weniger Rente als Männer. Aus gesamtgesellschaftlicher Sicht erscheint es daher nicht sinnvoll, die Rente bei Frauen entsprechend ihrer Lebenserwartung anzupassen. Es wird jedoch in der Fachwelt diskutiert, ob diese Unterschiede im Rahmen des Sozialstaates aus Steuermitteln ausgeglichen werden sollten anstatt durch die Rentenversicherung.

### Partizipation
Eine Gleichstellung unterschiedlicher Bevölkerungsgruppen setzt eine entsprechende politische Partizipation voraus.

## Methodik der Gleichstellung

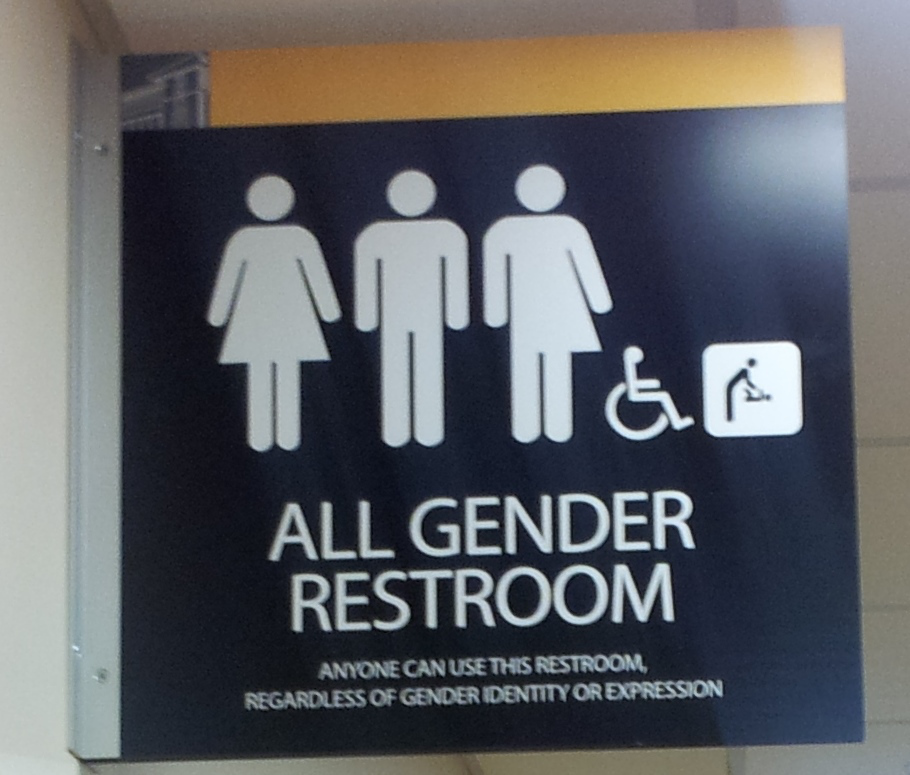
Die Unisex-Toilette als Auflösung von Geschlechter-Barrieren: „Jeder kann diese Toilette benutzen, unabhängig von Geschlechtsidentität oder -ausdruck.“

### Rechtsumsetzung und Handlungsautonomie
Politischen Gleichstellungsbemühungen liegt die Annahme zu Grunde, dass die Gleichberechtigung (rechtliche Gleichstellung) nicht ausreiche, um die faktische Gleichstellung zu erreichen. Dies könne durch verschiedene Faktoren entstehen:
Zum einen würden Verfassung und Gesetze nur verzögert, nur oder einseitig oder gar nicht umgesetzt. Oft wird die Begründung in der angeblich bereits bestehenden Ungleichheit der politischen Entscheidungsträger (etwa Parlamente und Ministerien mit geringem Frauenanteil) gesucht.
Zum anderen wird argumentiert, dass Personen des benachteiligten Geschlechts aus psychologischen, ansozialisierten, strukturellen oder anderen Gründen Schwierigkeiten hätten, die Möglichkeiten der rechtlichen Gleichstellung auszuschöpfen. Aus diesem Bereich erwächst von beiden Geschlechtern Kritik: Personen des (mutmaßlich) benachteiligten Geschlechts empfinden die zugeordnete Opferrolle als Ausdruck mangelnden Ernstnehmens und als weitere Beschneidung ihrer Handlungsfreiheit, wenn die Zuschreibung als Opfer von außen geschieht. Personen des (mutmaßlich) begünstigten Geschlechts wiederum gehen in der Argumentation davon aus, dass das Verhalten aller Personen im Rahmen des geltenden Rechts der freien Wahl unterliege, der nicht durch Maßnahmen erzwungen werden könne oder soll.
Dem halten an politischen Gleichstellungsbemühungen Interessierte entgegen, dass auch eine rechtliche Chancengleichheit nicht zu einer faktischen Gleichstellung führen könne, wenn – wie sie annehmen – die Wahrnehmung von Chancen durch geschlechterbedingte Sozialisation ungleich möglich sei.

### Paradigma des Gender-Mainstreaming
Moderne Gleichstellungspolitik arbeitet nach dem Ansatz des Gender-Mainstreaming. Darunter wird der Top-Down-Ansatz verstanden, bei dem Institutionen des Staates (oder sogar von überstaatlichen Institutionen) die Aktivitäten tragen, und nicht etwa private Gruppierung, die ihre Aktivitäten unter Umständen gegen jene des Staates richten würden. Die Chancengleichheit von Frauen und Männern wird als Querschnittsaufgabe betrachtet und in jedem politischen Konzept, bei jeder staatlichen Maßnahme und bei jedem Entwicklungsschritt berücksichtigt.
Aus feministischer Perspektive wird kritisiert, dass de facto Gender-Mainstreaming oftmals zu einer Reduzierung frauenfördernder Maßnahmen, Projekte und Politiken führt, wenn die konkrete strukturelle Benachteiligung von Frauen aus den Augen verloren wird. So ist es als Konzept relativ wässerig, und aus der gesetzlichen Festschreibung von Gender-Mainstreaming folgen selten konkrete und effektive Positivmaßnahmen. Des Weiteren schafft es auch Gender-Mainstreaming nicht, die soziale, politische und ökonomische Ungleichheit, die sich durch die gesellschaftlich zugeschriebene Geschlechterrolle in allen Bereichen des Lebens manifestiert, positiv, das heißt neutralisierend im Sinne eines dekonstruktivistischen Ansatzes, zu beeinflussen.
Von der Organisation männer.ch wird kritisiert, dass in den Gleichstellungsbüros der Schweiz fast nur Frauen und bloß 3 Männer arbeiten. Zudem gibt es in der gesamten Bundesverwaltung keine Stelle, die sich spezifisch mit männerrelevanten Fragen und Benachteiligungen auseinandersetzt. Kritisiert wird weiter, dass Männer erst postkonzeptionell in Gleichstellungsarbeit einbezogen würden. Demgegenüber wird argumentiert, dieses Ungleichgewicht sei wegen der größeren Ungleichheiten zu Ungunsten der Frauen gerechtfertigt, und zudem würde auch Männern der Weg zu aktiver Männerpolitik offenstehen.

## Geschichte und Ausblick
Die Geschichte der Gleichstellung ist verknüpft mit der Geschichte der Gleichberechtigung. Ihr Beginn wird oft mit der Erklärung der Rechte der Frau und Bürgerin von Olympe de Gouges im Jahr 1791 gleichgesetzt. In Deutschland forderte ein Zeitgenosse Immanuel Kants Theodor Gottlieb Hippel der Ältere aus Gerdauen als erster die Gleichberechtigung in einer wissenschaftlichen Veröffentlichung.
Insofern, als Gleichstellungspolitik im Grunde genommen auf der Gleichberechtigung aufbaut (s. Definition), kann der Beginn ihrer Geschichte aber zum Beispiel auch mit dem Frauenwahlrecht (D: 1918, A: 1919, CH: 1971, FL: 1984) gleichgesetzt werden. Gleichstellungspolitik ist in dieser Sichtweise ein Thema des 20. und 21. Jahrhunderts.
Gleichstellungspolitik ist in ihrer ersten Phase zunächst die Geschichte der Frauenbewegung, die mit dem Feminismus der 1960er Jahre erstmals über das ursprüngliche Ziel der juristischen Gleichberechtigung hinausgeht. Gleichstellungspolitik ist in dieser Zeit eine Politik der Frauenförderung, nicht so sehr eine Politik der Gleichstellung beider Geschlechter im eigentlichen Sinn des Wortes.
Seit den 1990er Jahren existieren gleichstellungspolitische Institutionen und Initiativen, die auf die Gleichstellung in Bereichen der von Männern wahrgenommenen Benachteiligungen abzielen.
Eine echte Synthese der beiden Lobbys steht noch aus, ist aber gegenwärtig beabsichtigt oder zum Teil im Gange.
Einzelne Forderungen der Gleichstellungspolitik sind in der Zwischenzeit realisiert worden. So ist zum Beispiel die ausgeglichene Geschlechterverteilung beim Eintritt in die Universität (mindestens im oben angeführten Fall) erreicht. Auch die Erwerbsquote wird etwa in Basel-Stadt und Basel-Landschaft etwa zwischen 2010 und 2015 ausgeglichen sein, wenn man die Entwicklung von 1970 bis 2000 extrapoliert.
Die Vereinten Nationen streben im Rahmen der Sustainable Development Goals („Ziele für nachhaltige Entwicklung“) bis 2030 die Gleichstellung der Geschlechter und die Befähigung aller Frauen und Mädchen zur Selbstbestimmung an. Ein Report der UN Women und der UN-Abteilung für wirtschaftliche und soziale Angelegenheiten aus dem Jahr 2022 geht allerdings davon aus, dass bei der aktuellen Fortschrittsrate das Ziel erst im Jahre 2308 erreicht werde. Globale Krisen wie die COVID-19-Pandemie und die Klimakrise hätten die Geschwindigkeit zusätzlich verlangsamt, mit der das Ziel der Gleichstellung erreicht werden könne.

## Paradox der Gleichberechtigung
Empirische Untersuchungen zeigen, dass in Ländern mit einem hohen Maß an Gleichstellung, wie in skandinavischen Ländern, die geschlechtsbezogenen Unterschiede in Studien- und Berufswahl zunehmen und nicht abnehmen, was als Paradox der Gleichberechtigung, Gleichstellungsparadox oder im englischen Gender-equality paradox bezeichnet wird. Eine Untersuchung aus dem Jahre 2018 von Stoet und Geary zeigte, je höher der GGGI – ein Maß für die Gleichstellung der Geschlechter – desto geringer der Anteil der Frauen unter allen studierenden Frauen, die ein Fach aus dem MINT-Bereich (Mathematik, Informatik, Naturwissenschaft und Technik) wählten. Gleichzeitig schnitten weibliche Schüler in Kernkompetenzfächern für diese Studiengänge (Naturwissenschaften und Mathematik) nicht schlechter ab als männliche. Allerdings hatten die weiblichen Schüler oftmals andere „Bestfächer“, in denen sie noch besser waren. Da in Ländern mit hoher Gleichstellung jeder die Freiheit hat, den Beruf zu ergreifen, den er am besten kann, folgern die Autoren, dass Frauen in diesen Ländern freiwillig andere Studienfächer als die aus dem MINT-Bereich wählen. In Ländern mit niedrigem Maß an Gleichstellung geht dies oft mit geringer sozialer Absicherung einher und Frauen würden sich daher eher für Berufe aus dem MINT-Bereich entscheiden, da diese ein hohes Maß an beruflicher Sicherheit bieten. Andere Autoren deuten die Ergebnisse dieser Untersuchung dahingehend, dass es nach wie vor stereotype Rollenbilder gäbe, die Frauen bei der Studien- und Berufswahl beeinflussen.

## Staatliche und überstaatliche Rechtslage und Organisationen

### Weltweit
1980 ist das Übereinkommen zur Beseitigung jeder Form von Diskriminierung der Frau (Convention on the Elimination of All Forms of Discrimination Against Women/CEDAW) in Kraft getreten, das bisher (2006) 184 Staaten der Erde unterzeichnet haben. Es basiert auf der allgemeinen Erklärung der Menschenrechte von 1948. Es definiert den Begriff Diskriminierung der Frau, verurteilt diese ausdrücklich, und schafft Rahmenbedingungen und Maßnahmen, diese zu beseitigen. Es ist völkerrechtlich verbindliche Rechtsgrundlage für alle Unterzeichnerstaaten für nationale und bilaterale Gesetzgebung und Rechtsprechung.
Der UN-Ausschuss für die Beseitigung der Diskriminierung der Frau (Committee on the Elimination of Discrimination against Women/CEDAW) der Vereinten Nationen ist das Gremium, das dessen Einhaltung überwacht. Die Umsetzungen des CEDAW sind aber durchaus langwierig, und das Übereinkommen selbst ist auch nicht unumstritten und wurde von vielen Staaten nur unter zahlreichen Vorbehalten angenommen.

### Europäische Union
Die Gleichheit von Frauen und Männern ist im Zusammenhang mit der Festlegung der Grundwerte der Europäischen Union in Art. 2 im Vertrag über die Europäische Union (EUV) („Vertrag von Maastricht“) verankert. Grundlage der Gleichstellungspolitik der Europäischen Union ist die Gleichbehandlungsrichtlinie des Europäischen Parlaments und des Rates zur Verwirklichung des Grundsatzes der Gleichbehandlung von Männern und Frauen, die als Richtlinie 76/207/EWG 1976 verfasst wurde und heute in der Form Richtlinie 2006/54/EG gültig ist. Sie basiert auf dem Artikel 6 Grundrechte im Vertrag über die Europäische Union.
Die Generaldirektion Beschäftigung, soziale Angelegenheiten und Chancengleichheit (Employment, Social Affairs & Equal Opportunities Directorate-General DG EMPL) der Europäischen Kommission in Brüssel bietet eine Rahmenstrategie der Gemeinschaft zur Förderung der Gleichstellung von Frauen und Männern und leistet innerhalb eines Aktionsprogramms finanzielle Förderung europäischer Netze von Frauenvereinigungen, die sich die Förderung der Geschlechtergleichstellung zur Aufgabe gemacht haben.
Innerhalb der Generaldirektion gibt es zwei Referate:
- Das Referat Chancengleichheit für Frauen und Männer: Strategie und Programm (Unit Equal Opportunities for Women and Men: Strategy and Programme): Es „koordiniert die Gender-Mainstreaming-Politik insgesamt und unterstützt andere Dienststellen der Kommission dabei, die Mainstreaming-Strategie auf ihre Politikfelder anzuwenden.“ Es erstellt auch „den künftigen Fahrplan für die Gleichstellungspolitik“ und koordiniert das Aktionsprogramm der Kommission.[60]
- Das Referat Gleichbehandlung von Frauen und Männern: Rechtsfragen (Unit Equality of treatment between Women and Men: Legal Questions) „überwacht die Umsetzung und Durchführung der gemeinschaftlichen Rechtsvorschriften und bringt, wenn nötig, neue Vorschläge ein“.[60]

Es gibt für die EU juristische Regelungen gegen die Geschlechterdiskriminierung, die weitreichend und verbindlich sind. Trotzdem ist eine gleichberechtigte Teilhabe von Frauen und Männern an dem materiellen Wohlstand wie auch die gleichberechtigte Teilnahme in Politik und Gesellschaft unerreicht, was sich vor allem mit der mangelhaften Umsetzung von EU-Richtlinien in der nationalen Politik begründen lässt, aber auch durch konzeptionelle Unzulänglichkeiten und tiefliegende soziale, politische und kulturelle Strukturen zu erklären ist.
Der Gleichstellungsindex (Gender Equality Index) ist ein Messinstrument, mit dessen Hilfe sich feststellen lässt, wie nah die Europäische Union und ihre Mitgliedsstaaten an der Verwirklichung einer geschlechtergerechten Gesellschaft sind. Er wird vom Europäischen Institut für Gleichstellungsfragen (EIGE), einer Agentur der Europäischen Union, ermittelt.

### Deutschland
Das Grundgesetz legt in Artikel 3 Absatz 2 die Gleichberechtigung von Männern und Frauen fest und verpflichtet den Staat, die tatsächliche Durchsetzung der Gleichberechtigung zu fördern und auf die Beseitigung bestehender Nachteile hinzuwirken.
Gleichstellungspolitik ist in Deutschland im Arbeitsbereich des Bundesministeriums für Familie, Senioren, Frauen und Jugend angesiedelt. Die Bundesregierung veröffentlicht einmal pro Legislaturperiode einen Gleichstellungsbericht der Bundesregierung zur Darstellung der allgemeinen Gleichstellungssituation zwischen Männern und Frauen. Der erste Bericht wurde im Sommer 2011 veröffentlicht. Der Zweite Gleichstellungsbericht der Bundesregierung wurde im Juli 2017 veröffentlicht. Er enthält neben der Analyse der Gleichstellungssituation in Deutschland eine Reihe von Empfehlungen in insgesamt vierzehn Themenfeldern. Der Dritte Gleichstellungsbericht der Bundesregierung widmet sich mit der Digitalisierung erstmals einem Schwerpunktthema. Er wurde im Juni 2021 veröffentlicht.
Das im August 2021 in Kraft getretene Gesetz zur Ergänzung und Änderung der Regelungen für die gleichberechtigte Teilhabe von Frauen und Männern an Führungspositionen in der Privatwirtschaft und im öffentlichen Dienst (Zweites Führungspositionen-Gesetz – FüPoG II) hat das Ziel, das 2015 in Kraft getretene Führungspositionen-Gesetz (FüPoG) weiterzuentwickeln, seine Wirksamkeit zu verbessern und Lücken zu schließen.
Zahlreiche Initiativen von Frauen in der Römisch-katholischen Kirche in Deutschland fordern – auch im Rahmen der Aktion Maria 2.0 – „die Gleichstellung von Männern und Frauen in der katholischen Kirche. […] Rund 5000 Unterschriften haben die drei Initiatorinnen des Lauchringer Kirchenstreiks […] seit Beginn ihrer Initiative im Mai gesammelt. […] Am Montag [23. September 2019] reisten die drei Frauen ins hessische Fulda, wo die Deutsche Bischofskonferenz tagt.“ Sie übergaben „an Kardinal Reinhard Marx, dem Vorsitzenden der Bischofskonferenz, einen Aktenordner mit den Unterschriften.“
Siehe auch: Allgemeines Gleichbehandlungsgesetz der Bundesrepublik Deutschland.

### Österreich
In Österreich ist die Gleichbehandlung von Frau und Mann im Arbeitsleben im Bundesgesetz über die Gleichbehandlung (GlBG) geregelt, dass ein Gleichbehandlungsgebot, ein Gebot der geschlechtsneutralen Stellenausschreibung und ein Benachteiligungsverbot ausspricht, Sexuelle Belästigung wie auch allgemeine geschlechterspezifische Belästigung klärt, sowie Entlohnungskriterien festlegt. Besonderes Augenmerk legt es dabei in einem eigenen Gesetzesteil auf die Arbeitswelt in Land- und Forstwirtschaft.

Die Gleichbehandlung im Bereich des Bundes (als Arbeitgeber) regelt das Bundes-Gleichbehandlungsgesetz (B-GlBG), das neben allgemeinen dienstrechtlichen Aspekten ein Frauenförderungsgebot ausspricht, um die geforderte Frauenquote von 50 % zu erreichen, und spezielle Frauenförderungspläne einfordert. Als Institutionen der Gleichbehandlung werden Gleichbehandlungsbeauftragte, Kontaktfrauen und Arbeitsgruppen für Gleichbehandlungsfragen etabliert.
Eine eherechtliche Gleichstellung wurde 1999 mit der Halbe-halbe-Kampagne erzielt.
Auf Bundesebene ist der Senat I der Bundes-Gleichbehandlungskommission am Bundeskanzleramt unter Frauenministerin Gabriele Heinisch-Hosek zuständig (bis 2007 im Bundesministerium für Gesundheit und Frauen).

### Schweiz
In der Schweiz existieren ein zentrales Gleichstellungsbüro in Bern sowie 17 kantonale und 5 städtische Gleichstellungsbüros. Die Büros werden durch öffentliche Gelder finanziert. Das Prinzip der gleichen Rechte von Mann und Frau wurde am 14. Juni 1981 in der Bundesverfassung der Schweizerischen Eidgenossenschaft verankert.

### Liechtenstein
Erst 1992 wurde mit dem neuen Art. 31 Abs. 2 LV die Gleichstellung von Mann und Frau ausdrücklich in der liechtensteinischen Verfassung verankert. Diese Verfassungsrevision war der Auslöser für eine Reihe von Gesetzesanpassungen, insbesondere betreffend Bürgerrecht, steuerliche Behandlung von Ehepaaren, Beiträge und Leistungen von Mann und Frau in der Sozialversicherung. Im Fürstentum Liechtenstein koordinierte bis 2016 die Stabsstelle für Chancengleichheit (SCG) alle Maßnahmen der Gleichstellung, basierend auf dem Gleichstellungsgesetz von 1999. Per 1. Januar 2017 wurde das Amt für Soziale Dienste mit der Förderung der Gleichstellung von Frau und Mann in allen Lebensbereichen betraut. Gleichzeitig übernahm der neu gegründete Verein für Menschenrechte (VMR) als unabhängige nationale Menschenrechtsinstitution Liechtensteins die zuvor von der Stabsstelle für Chancengleichheit ausgeübten Ombudsfunktionen.

### Norwegen
Als erstes Land der Welt führte Norwegen 2003 eine Geschlechterquote für Aufsichtsräte ein. Seit Anfang 2006 müssen alle staatlichen Unternehmen mindestens 40 % ihrer Aufsichtsratsmandate mit Frauen besetzen. Im Januar 2008 wurde die Frauenquote auch auf alle börsennotierten norwegischen Aktiengesellschaften ausgeweitet.
Seit 2009 waren auch Frauen verpflichtet sich mustern zu lassen, der Wehrdienst blieb aber zunächst freiwillig. 2015 wurde die allgemeine Wehrpflicht auch für Frauen eingeführt.

### Türkei
In der Türkei gibt es 2 politische Parteien, die sich sehr um die politische Gleichberechtigung von Mann und Frau einsetzen. Bei der BDP und der HDP werden alle Führungspositionen jeweils von einem Mann und einer Frau zusammen ausgeübt. Die Parteispitze beider Parteien werden von jeweils einem Mann und einer Frau zusammen ausgeübt. Auch die Parteibüros in den jeweiligen Distrikten werden jeweils von einem Mann und einer Frau zusammen geleitet. Die BDP hat mit Doppelkandidaturen für Bürgermeisterämter von jeweils einem Mann und einer Frau Bürgermeisterämter von 97 Städten und 2 Metropolen gewonnen. Die Bürgermeisterämter wurden dann jeweils von 2 Co-Bürgermeistern ausgeübt. Der Innenminister der Türkei, Süleyman Soylu, sagte 2016, dass die Doppelbesetzung der Bürgermeisterämter von jeweils einem Mann und einer Frau, so wie das die Parteien HDP und BDP in kurdischen Ortschaften praktizieren, eine kriminelle Straftat darstellt.

### Syrien
In Syrien praktiziert die von Kurden dominierte Partei PYD ebenso eine politische Gleichberechtigung von Mann und Frau. So werden bei der PYD alle Führungspositionen von jeweils einem Mann und einer Frau zusammen geleitet. Auch die Gemeinderäte werden von einem Mann und einer Frau zusammen geleitet. Und in den Räten gibt es eine Geschlechterquote von 40 %. Aber die Gleichstellung von Mann und Frau geht durch alle Institutionen, so werden die Universität und ihre verschiedenen Fakultäten, sowie auch die verschiedenen Ministerien jeweils von einem Mann und einer Frau zusammen geführt. Auch das Militär, die Polizei und die Gefängnisse werden jeweils von einem Mann und einer Frau zusammen geleitet.